# TRANCE
『tRANCE』是2009年4月22日Lantis的搖滾團體GRANRODEO發售的第十張單曲。在Oricon首次拿到第14名。

## 解說
- 是日本電視動畫『黑神』的片頭曲（後期：第13話～）。

　　（※前半：第1話～第12話 是栗林美奈實的『Sympathizer』）

## 收錄曲
1. tRANCE
  - 作詞：谷山紀章／作曲・編曲：飯塚昌明
2. 扭曲的歪斜（日文：ネジレタユガミ）
  - 作詞：谷山紀章／作曲・編曲：飯塚昌明
3. tRANCE (off vocal)
4. 扭曲的歪斜 (off vocal)